# Hypoleria riffarthi
Hypoleria riffarthi är en fjärilsart som beskrevs av Richard Haensch 1905. Hypoleria riffarthi ingår i släktet Hypoleria och familjen praktfjärilar. Inga underarter finns listade i Catalogue of Life.